# Claypool (Arizona)
Pour les articles homonymes, voir Claypool.
Claypool est une census-designated place du comté de Gila, dans l'État de l'Arizona, aux États-Unis. En 2020, elle compte une population de 1 395 habitants.

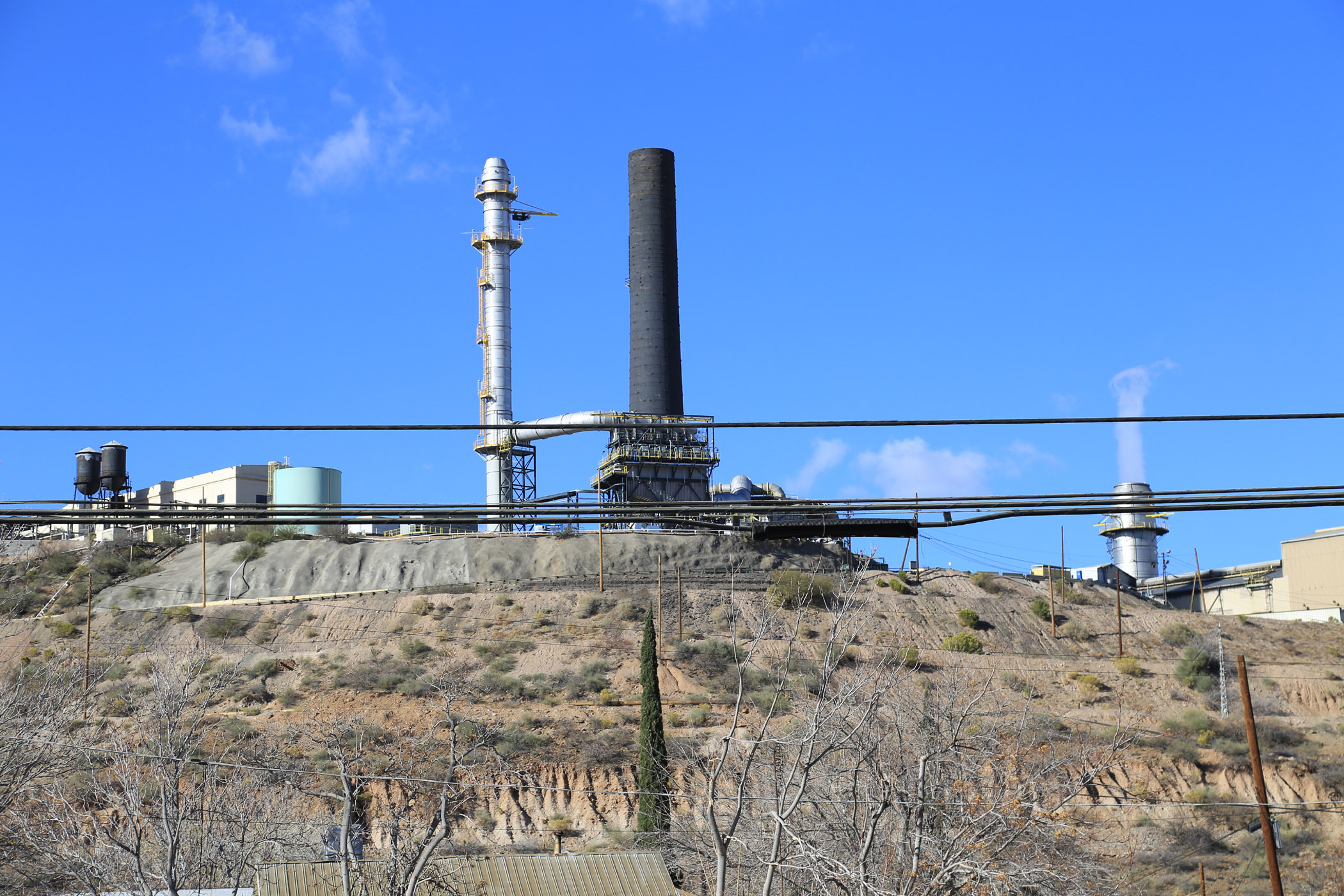
Fonderie de cuivre de Freeport Mcmoran à Claypool
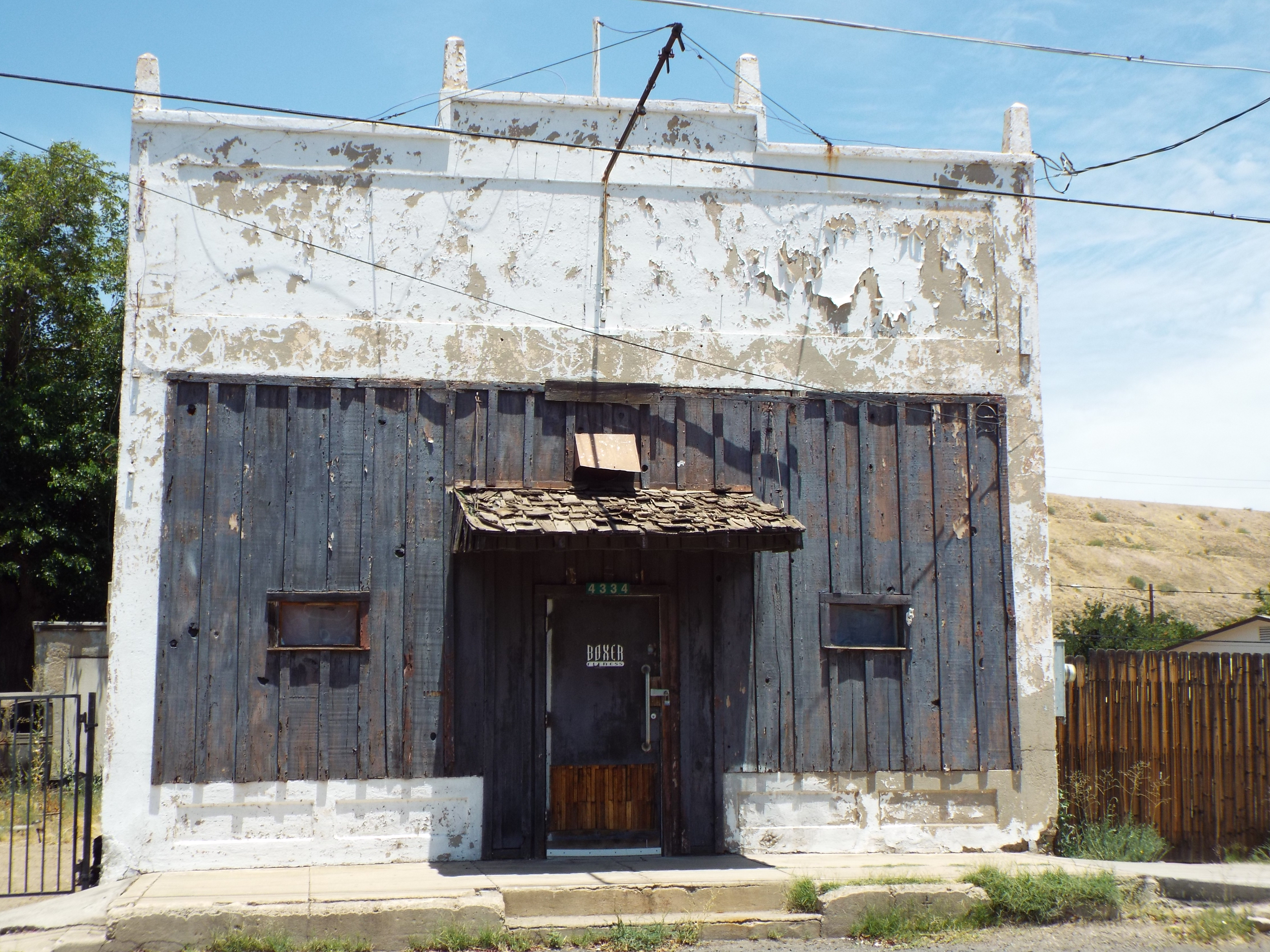
Magasin de 1900 abandonné
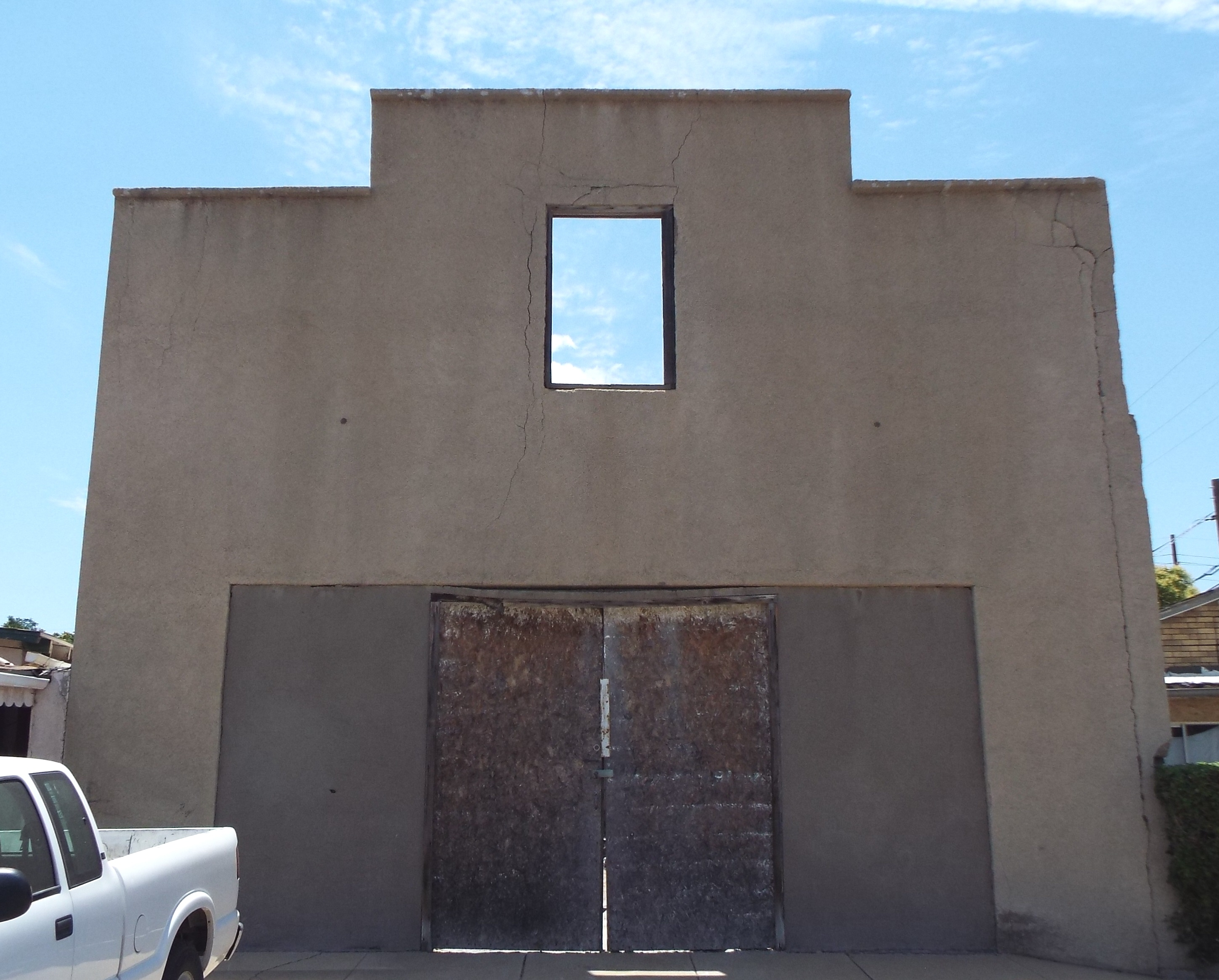
Bâtiment construit en 1901
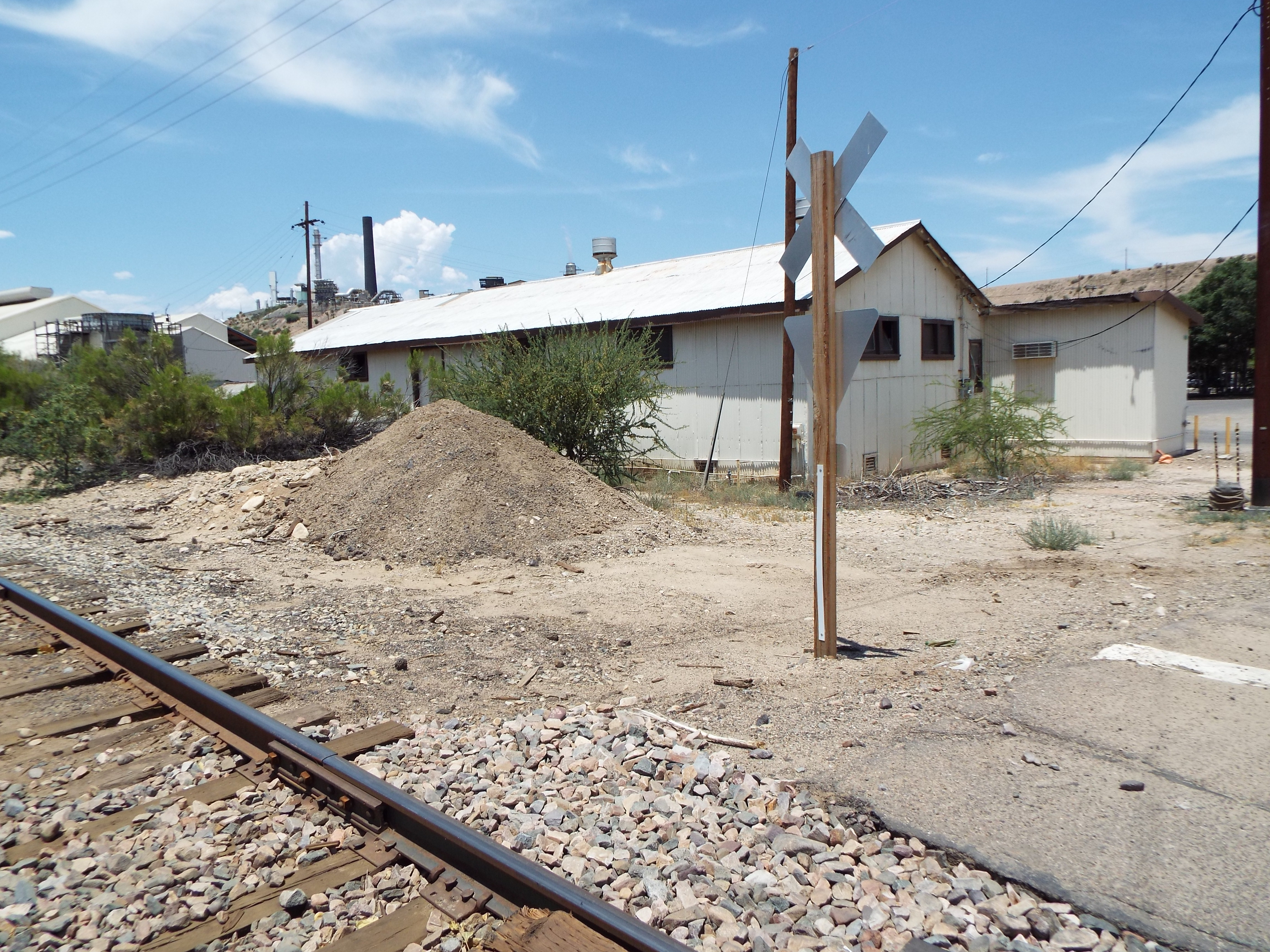
Dépôt de l'Arizona Eastern Railway (en) abandonné (construit en 1885)
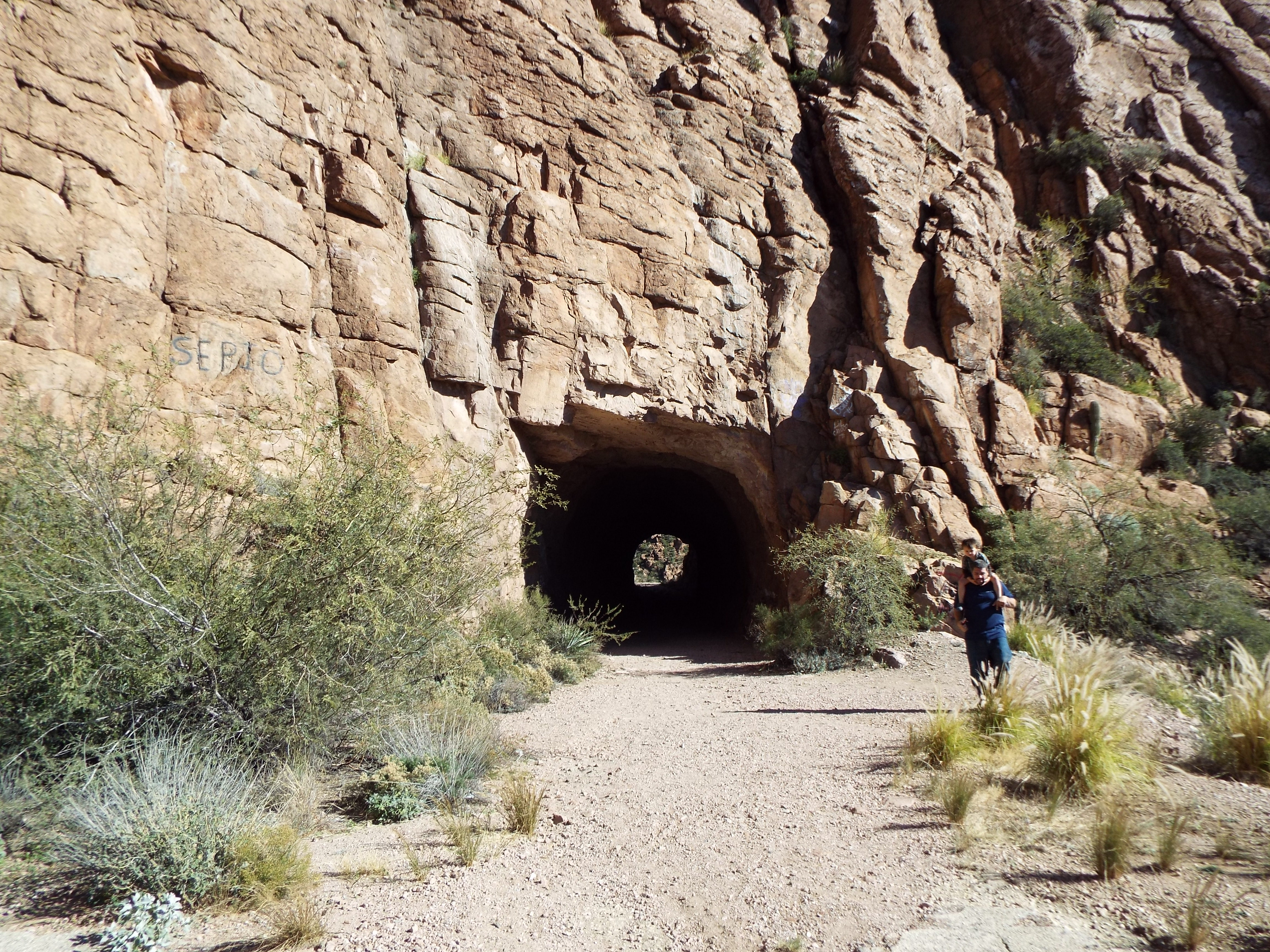
Tunnel de Claypool
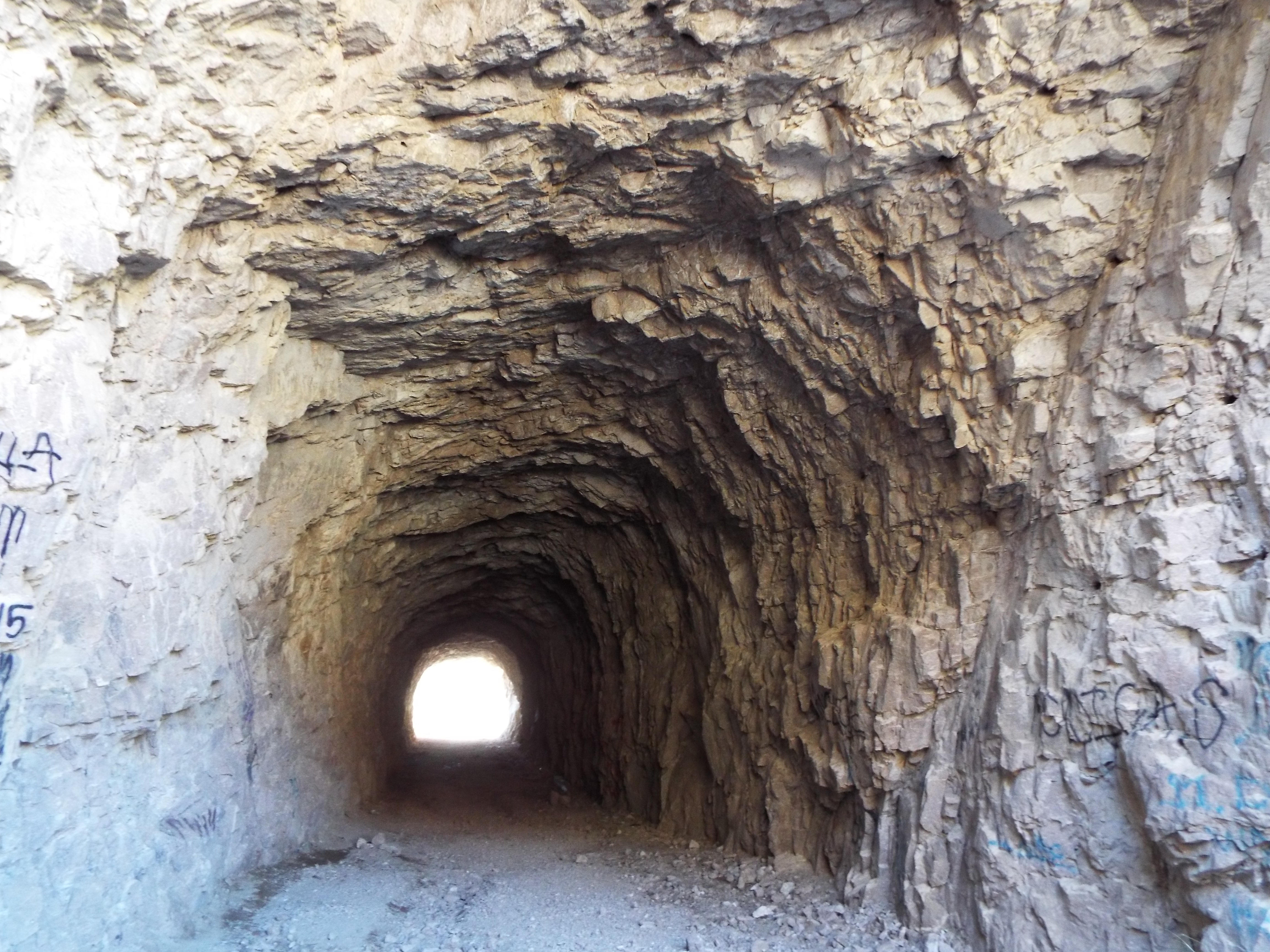
Tunnel de Claypool

Le tunnel abandonné a été creusé en 1926 dans les Monts de la Superstition, pour l'ancien système de routes « US Highway 60 ».